# 인적 자본

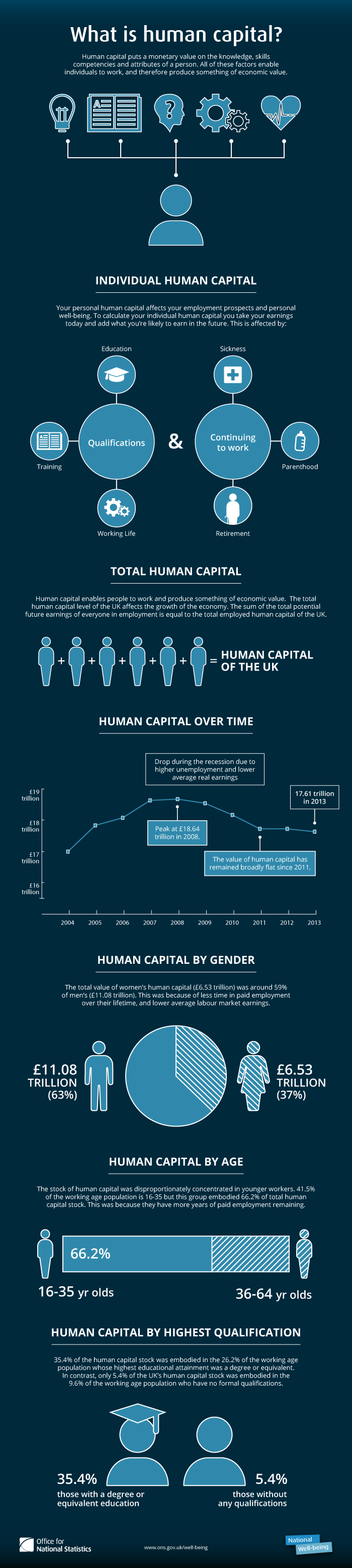
인적 자본 인포그래픽

인적 자본은 생산 과정에 유용하다고 간주되는 개인의 속성을 설명하기 위해 경제학자들과 사회학자들이 사용하는 개념이다. 직원의 지식, 능력, 노하우, 건강, 교육을 아우른다.
기업은 예를 들어 교육과 훈련을 통해 인적 자본에 투자할 수 있으며 개선된 수준의 품질과 생산을 실현할 수 있게 한다.

## 같이 보기
- 자동화
- 자본
- 자본 축적
- 인적자원
- 산업심리학
- 시어도어 슐츠
- 노동 시간